# Lachemilla pinnata
Lachemilla pinnata là loài thực vật có hoa trong họ Hoa hồng. Loài này được (Ruiz & Pav.) Rothm. mô tả khoa học đầu tiên năm 1937.